# Бенгт Гольмстрем
Бенгт Роберт Гольмстрем (фін. Bengt Robert Holmström, нар. 18 квітня 1949, Гельсінкі, Фінляндія) — фінський економіст, лауреат Нобелівської премії з економіки 2016 року разом з британським дослідником Олівером Гартом з аргументацією «за внесок у розвиток теорії контрактів».